# جدول مدال‌های المپیک زمستانی ۱۹۳۶
جدول مدال بازی‌های المپیک زمستانی ۱۹۳۶ فهرستی از مدال‌های کسب شده توسط ورزشکاران است که در طول برگزاری بازی‌های المپیک زمستانی سال ۱۹۳۶ میلادی که در باواریا آلمان برگزار شد.

## جدول مدال‌ها
رتبه بندی این جدول توسط کمیته بین المللی المپیک (ioc) اعلام شده است.
      کشور میزبان (آلمان)
| رتبه                    | کشور                      | طلا | نقره | برنز | مجموع |
| ۱                       | نروژ (NOR)                | ۷   | ۵    | ۳    | ۱۵    |
| 2                       | آلمان (GER)               | ۳   | ۳    | ۰    | ۶     |
| ۳                       | سوئد (SWE)                | ۲   | ۲    | ۳    | ۷     |
| ۴                       | فنلاند (FIN)              | ۱   | ۲    | ۳    | ۶     |
| ۵                       | سوئیس (SUI)               | ۱   | ۲    | ۰    | ۳     |
| ۶                       | اتریش (AUT)               | ۱   | ۱    | ۲    | ۴     |
| ۷                       | بریتانیای کبیر (GBR)      | ۱   | ۱    | ۱    | ۳     |
| ۸                       | ایالات متحده آمریکا (USA) | ۱   | ۰    | ۳    | ۴     |
| ۹                       | کانادا (CAN)              | ۰   | ۱    | ۰    | ۱     |
| ۱۰                      | فرانسه (FRA)              | ۰   | ۰    | ۱    | ۱     |
| ۱۰                      | مجارستان (HUN)            | ۰   | ۰    | ۱    | ۱     |
| مجموع (۱۱ کمیته المپیک) | مجموع (۱۱ کمیته المپیک)   | ۱۷  | ۱۷   | ۱۷   | ۵۱    |